# Remulopygus brevispinus
Remulopygus brevispinus är en mångfotingart som först beskrevs av Carl Graf Attems 1932.  Remulopygus brevispinus ingår i släktet Remulopygus och familjen Harpagophoridae. Inga underarter finns listade i Catalogue of Life.